# Sternidius imitans
Sternidius imitans är en skalbaggsart som först beskrevs av Knull 1936.  Sternidius imitans ingår i släktet Sternidius och familjen långhorningar. Inga underarter finns listade i Catalogue of Life.